# Endhita
Endhita Wibisono (Yakarta, 3 de noviembre de 1975), a menudo referida simplemente como Endhita, es una modelo y actriz indonesia. Obtuvo una nominación al premio Citra como Mejor Actriz de Reparto por su papel en la película ?.

## Carrera
Endhita, la menor de tres hermanos, nació en Yakarta. Ella era una marimacho cuando era niña y en la universidad estudió banca. Entró en la industria del modelaje en 1997 cuando una amiga envió su foto a la revista   Femina  para competir en su programa de búsqueda de modelos. Ella pasó a ser finalista, y en 2010 fue incluida como una de las 25 competidoras más exitosas de "Face of Femina". Más tarde se convirtió en una modelo de pasarela.
En 2002, Endhita hizo su debut cinematográfico con Titik Hitam (Punto negro), una película de terror. A esto le siguió un papel en "Bangsal 13" ("Ward 13"). En 2005 protagonizó Missing como una mujer con un sexto sentido. Otros trabajos cinematográficos incluyeron series de televisión como Amira, Andali Lala = Julia Robert y Pengantin Remaja (Novia adolescente). También actuó en la película Belahan Jiwa (Parte del alma). La publicación de FHM de fotografías de Endhita con poca ropa resultó ser controversial en Indonesia. Las imágenes, que Endhita negó saber que eran para consumo público, fueron posteriormente compradas por la oficina española de la revista.
En 2011, Endhita interpretó a Rika, una joven divorciada, madre de uno y católica convertida, en la película de Hanung Bramantyo ?. Fue llamada directamente por el director y expresó interés tan pronto como le dio un esbozo de la trama. Recibió una nominación al premio Citra como Mejor Actriz de Reparto en el Festival de Cine de Indonesia de 2011 por el papel. En octubre de ese año se casó con Arlonsi Miraldi, el guitarrista de la banda indonesia Ungu.
En junio de 2012, Endhita está embarazada de cinco meses y se está preparando para un papel de mujer policía en Cintaku Di Saku Celana (Amor en el bolsillo de mis pantalones).[actualizar]